# 44 نيسا
نيسا (أو 44 نيسا وفق تسمية الكوكب الصغير) (بالإنجليزية: 44 Nysa)‏ هو كويكب ضمن حزام الكويكبات؛ وهو الكويكب الرابع والأربعون من حيث ترتيب الاكتشاف.
اكتشف هيرمان غولدشميت هذا الكويكب في السابع والعشرين من مايو سنة 1857؛ وأسماه نيسا، على اسم إحدى الآلهة وفق الأساطير الإغريقية.